# Copa América 1997
La Copa América 1997 fu la trentottesima edizione del massimo torneo sudamericano per nazionali di calcio.
Ad organizzare il torneo fu la Bolivia e le partite si svolsero dall'11 al 29 giugno 1997. Il vincitore del torneo fu il Brasile, che batté in finale la Bolivia e si portò a casa il suo quinto titolo come Campione del Sud America (e il secondo con la nuova denominazione di Copa América).

## Città e stadi
Sedi della Copa América 1997 furono le seguenti città con i relativi stadi:
| La Paz                  | Santa Cruz                               | Cochabamba                               |
| ----------------------- | ---------------------------------------- | ---------------------------------------- |
| Estadio Hernando Siles  | Estadio Ramón Aguilera                   | Estadio Félix Capriles                   |
| Capienza: 51,000        | Capienza: 42,000                         | Capienza: 36,000                         |
|                         |                                          |                                          |
| Sucre                   | Cochabamba Oruro La Paz Santa Cruz Sucre | Cochabamba Oruro La Paz Santa Cruz Sucre |
| Estadio Olímpico Patria | Cochabamba Oruro La Paz Santa Cruz Sucre | Cochabamba Oruro La Paz Santa Cruz Sucre |
| Capienza: 29,000        | Cochabamba Oruro La Paz Santa Cruz Sucre | Cochabamba Oruro La Paz Santa Cruz Sucre |
|                         | Cochabamba Oruro La Paz Santa Cruz Sucre | Cochabamba Oruro La Paz Santa Cruz Sucre |
| Oruro                   | Cochabamba Oruro La Paz Santa Cruz Sucre | Cochabamba Oruro La Paz Santa Cruz Sucre |
| Estadio Jesús Bermúdez  | Cochabamba Oruro La Paz Santa Cruz Sucre | Cochabamba Oruro La Paz Santa Cruz Sucre |
| Capienza: 28,000        | Cochabamba Oruro La Paz Santa Cruz Sucre | Cochabamba Oruro La Paz Santa Cruz Sucre |
|                         | Cochabamba Oruro La Paz Santa Cruz Sucre | Cochabamba Oruro La Paz Santa Cruz Sucre |

## Nazionali partecipanti e formula
Per l'edizione 1997 venne confermata la formula sperimentata nelle due edizioni precedenti.
Le 12 nazionali partecipanti (le 10 selezioni affiliate alla CONMEBOL, più due invitate della CONCACAF, che stavolta furono Costa Rica e Messico) erano divise in 3 gironi all'italiana da 4 ciascuno. Le prime due classificate più le 2 migliori terze si sarebbero qualificate ai quarti. Da questo momento il torneo avrebbe preso la forma dell'eliminazione diretta.
| N° | Nazione    | Iscrizione CONMEBOL | Iscrizione CONCACAF | Note                          |
| -- | ---------- | ------------------- | ------------------- | ----------------------------- |
| 1  | Argentina  | 1916                | -                   |                               |
| 2  | Brasile    | 1916                | -                   |                               |
| 3  | Cile       | 1916                | -                   |                               |
| 4  | Uruguay    | 1916                | -                   | Detentore Coppa America 1995  |
| 5  | Paraguay   | 1921                | -                   |                               |
| 6  | Perù       | 1925                | -                   |                               |
| 7  | Bolivia    | 1926                | -                   | Nazione ospitante             |
| 8  | Ecuador    | 1927                | -                   |                               |
| 9  | Colombia   | 1936                | -                   |                               |
| 10 | Venezuela  | 1952                | -                   |                               |
| 11 | Messico    | -                   | 1961                | Detentore Coppa CONCACAF 1996 |
| 12 | Costa Rica | -                   | 1962                | Detentore Coppa UNCAF 1997    |

I gironi iniziali ebbero la seguente composizione:
Gruppo A
- Argentina
- Cile
- Ecuador
- Paraguay

Gruppo B
- Bolivia
- Perù
- Uruguay
- Venezuela

Gruppo C
- Brasile
- Colombia
- Costa Rica
- Messico

## Primo turno

### Gruppo A

#### Risultati
| Arbitro: | Ortubé |

|           |           |  |
| Acuña 28’ | Marcatori |  |

| Cochabamba 11 giugno 1997 | Argentina | 0 – 0 | Ecuador | Estadio Félix Capriles (17.000 spett.)\| Arbitro: \| Nieves \| |
| Arbitro:                  | Nieves    |       |         |                                                                |

| Arbitro: | Borgosano |

|                             |           |  |
| W. Sánchez 71’ Graziani 86’ | Marcatori |  |

| Arbitro: | Pereira da Silva |

|                        |           |  |
| Berti 83’ Gallardo 86’ | Marcatori |  |

| Arbitro: | Sanabria |

|                         |           |             |
| Graziani 32’ Gavica 55’ | Marcatori | 52’ Vergara |

| Arbitro: | Nieves |

|                     |           |                      |
| Gallardo 90’ (rig.) | Marcatori | 73’ (rig.) Chilavert |

#### Classifica
| Pos. | Squadra   | Pt | G | V | N | P | GF | GS | DR |
| ---- | --------- | -- | - | - | - | - | -- | -- | -- |
| 1.   | Ecuador   | 7  | 3 | 2 | 1 | 0 | 4  | 1  | +3 |
| 2.   | Argentina | 5  | 3 | 1 | 2 | 0 | 3  | 1  | +2 |
| 3.   | Paraguay  | 4  | 3 | 1 | 1 | 1 | 2  | 3  | -1 |
| 4.   | Cile      | 0  | 3 | 0 | 0 | 3 | 1  | 5  | -4 |

### Gruppo B

#### Risultati
| Arbitro: | Marrufo |

|             |           |  |
| Hidalgo 75’ | Marcatori |  |

| Arbitro: | Moreno |

|             |           |  |
| Coimbra 60’ | Marcatori |  |

| Arbitro: | Gamboa |

|                          |           |  |
| Recoba 19’ Saralegui 47’ | Marcatori |  |

| Arbitro: | Badilla |

|                               |           |  |
| Etcheverry 45’ Baldivieso 50’ | Marcatori |  |

| Arbitro: | Moreno |

|                  |           |  |
| Cominges 13’ 59’ | Marcatori |  |

| Arbitro: | Marrufo |

|                |           |  |
| Baldivieso 29’ | Marcatori |  |

#### Classifica
| Pos. | Squadra   | Pt | G | V | N | P | GF | GS | DR |
| ---- | --------- | -- | - | - | - | - | -- | -- | -- |
| 1.   | Bolivia   | 9  | 3 | 3 | 0 | 0 | 4  | 0  | +4 |
| 2.   | Perù      | 6  | 3 | 2 | 0 | 1 | 3  | 2  | +1 |
| 3.   | Uruguay   | 3  | 3 | 1 | 0 | 2 | 2  | 2  | 0  |
| 4.   | Venezuela | 0  | 3 | 0 | 0 | 3 | 0  | 5  | -5 |

### Gruppo C

#### Risultati
| Arbitro: | Elizondo |

|                  |           |            |
| Hernández 7’ 11’ | Marcatori | 58’ Ricard |

| Arbitro: | González |

|                                                                  |           |  |
| Djalminha 20’ R. González 34’ (aut.) Ronaldo 47’ 54’ Romário 60’ | Marcatori |  |

| Arbitro: | Baharmast |

|                                                     |           |            |
| Morantes 13’ 23’ Cabrera 62’ (rig.) Aristizábal 78’ | Marcatori | 66’ Wright |

| Arbitro: | Arana |

|                                           |           |                      |
| Aldair 47’ Romero 59’ (aut.) Leonardo 77’ | Marcatori | 13’ 31’ L. Hernández |

| Arbitro: | Paniagua |

|                         |           |             |
| L. Hernández 14’ (rig.) | Marcatori | 60’ Medford |

| Arbitro: | González |

|                       |           |  |
| Dunga 11’ Edmundo 67’ | Marcatori |  |

#### Classifica
| Pos. | Squadra    | Pt | G | V | N | P | GF | GS | DR |
| ---- | ---------- | -- | - | - | - | - | -- | -- | -- |
| 1.   | Brasile    | 9  | 3 | 3 | 0 | 0 | 10 | 2  | +8 |
| 2.   | Messico    | 4  | 3 | 1 | 1 | 1 | 5  | 5  | 0  |
| 3.   | Colombia   | 3  | 3 | 1 | 0 | 2 | 5  | 5  | 0  |
| 4.   | Costa Rica | 1  | 3 | 0 | 1 | 2 | 2  | 10 | -8 |

### Raffronto delle terze classificate
| Pos. | Squadra  | Pt | G | V | N | P | GF | GS | DR |
| ---- | -------- | -- | - | - | - | - | -- | -- | -- |
| 1.   | Paraguay | 4  | 3 | 1 | 1 | 1 | 2  | 3  | -1 |
| 2.   | Colombia | 3  | 3 | 1 | 0 | 2 | 5  | 5  | 0  |
| 3.   | Uruguay  | 3  | 3 | 1 | 0 | 2 | 2  | 2  | 0  |

## Fase ad eliminazione diretta
|  | Quarti di finale | Quarti di finale |         |      | Semifinali                | Semifinali                |  |  | Finale | Finale |
|  |                  |                  |         |      |                           |                           |  |  |        |        |
|  |                  |                  |         |      |                           |                           |  |  |        |        |
|  |                  |                  |         |      |                           |                           |  |  |        |        |
|  | 1A. Ecuador      | 1 (3)            |         |      |                           |                           |  |  |        |        |
|  | 1A. Ecuador      | 1 (3)            |         |      |                           |                           |  |  |        |        |
|  | 2C. Messico      | 1 (4)            |         |      |                           |                           |  |  |        |        |
|  | 2C. Messico      | 1 (4)            | Messico | 1    |                           |                           |  |  |        |        |
|  |                  |                  | Messico | 1    |                           |                           |  |  |        |        |
|  |                  | Bolivia          | 3       |      |                           |                           |  |  |        |        |
|  | 1B. Bolivia      | Bolivia          | 3       | 2    |                           |                           |  |  |        |        |
|  | 1B. Bolivia      |                  |         | 2    |                           |                           |  |  |        |        |
|  | 3C. Colombia     | 1                |         |      |                           |                           |  |  |        |        |
|  | 3C. Colombia     | 1                | Bolivia | 1    |                           |                           |  |  |        |        |
|  |                  |                  | Bolivia | 1    |                           |                           |  |  |        |        |
|  |                  | Brasile          | 3       |      |                           |                           |  |  |        |        |
|  | 1C. Brasile      | Brasile          | 3       | 2    |                           |                           |  |  |        |        |
|  | 1C. Brasile      |                  |         | 2    |                           |                           |  |  |        |        |
|  | 3A. Paraguay     | 0                |         |      |                           |                           |  |  |        |        |
|  | 3A. Paraguay     | 0                | Brasile | 7    | Finale per il terzo posto | Finale per il terzo posto |  |  |        |        |
|  |                  |                  | Brasile | 7    | Finale per il terzo posto | Finale per il terzo posto |  |  |        |        |
|  |                  | Perù             | 0       |      |                           |                           |  |  |        |        |
|  | 2B. Perù         | Perù             | 0       | 2    | Messico                   | 1                         |  |  |        |        |
|  | 2B. Perù         |                  |         | 2    | Messico                   | 1                         |  |  |        |        |
|  | 2A. Argentina    | 1                |         | Perù | 0                         |                           |  |  |        |        |
|  | 2A. Argentina    | 1                |         |      | 0                         |                           |  |  |        |        |
|  |                  |                  |         |      |                           |                           |  |  |        |        |
|  |                  |                  |         |      |                           |                           |  |  |        |        |

### Quarti di finale
| Arbitro: | Moreno |

|                         |           |                     |
| Carazas 30’ Hidalgo 61’ | Marcatori | 66’ (rig.) Gallardo |

| Arbitro: | Elizondo |

|                              |           |             |
| Etcheverry 3’ E. Sánchez 24’ | Marcatori | 57’ Gaviria |

| Arbitro: | Pereira da Silva |

|                                                    |                      |                                                         |
| Blanco 17’                                         | Marcatori            | 6’ (rig.) Capurro                                       |
| L. Hernández Suárez Blanco Chávez Villa J. Sánchez | Tiri di rigore 4 – 3 | Montaño Capurro De la Cruz Graziani A. Fernández Rosero |

| Arbitro: | Sanabria |

|                |           |  |
| Ronaldo 9’ 34’ | Marcatori |  |

### Semifinali
| Arbitro: | González |

|                                           |           |               |
| E. Sánchez 27’ R. Castillo 39’ Moreno 79’ | Marcatori | 8’ N. Ramírez |

| Arbitro: | Badilla |

|                                                                                 |           |  |
| Denílson 1’ Flávio Conceição 25’ Romário 36’ 49’ Leonardo 45’ 55’ Djalminha 77’ | Marcatori |  |

### Finale per il 3º posto
| Arbitro: | Borgosano |

|                  |           |  |
| L. Hernández 82’ | Marcatori |  |

### Finale
| Arbitro: | Jorge Nieves |

|                                        |           |                |
| Edmundo 40’ Ronaldo 79’ Zé Roberto 90’ | Marcatori | 45’ E. Sánchez |

| Brasile | Bolivia |

| POR           | 1  | Cláudio Taffarel  |     |     |
| DIF           | 2  | Cafu              |     |     |
| DIF           | 16 | Marcelo Gonçalves |     |     |
| DIF           | 3  | Aldair            | 24’ |     |
| DIF           | 6  | Roberto Carlos    |     |     |
| CEN           | 8  | Dunga             |     |     |
| CEN           | 19 | Flávio Conceição  |     | 62’ |
| CEN           | 20 | Denílson          |     |     |
| CEN           | 10 | Leonardo          |     | 79’ |
| ATT           | 9  | Ronaldo           |     |     |
| ATT           | 21 | Edmundo           |     | 66’ |
| Sostituzioni: |    |                   |     |     |
| CEN           | 5  | Mauro Silva       | 84’ | 79’ |
| CEN           | 17 | Zé Roberto        |     | 62’ |
| ATT           | 22 | Paulo Nunes       |     | 67’ |
| Allenatore:   |    |                   |     |     |
| Mário Zagallo |    |                   |     |     |

| POR                 | 1  | Carlos Trucco          |     |     |
| DIF                 | 2  | Juan Manuel Peña       |     |     |
| DIF                 | 7  | Sergio Castillo        |     |     |
| DIF                 | 5  | Óscar Sánchez          |     |     |
| DIF                 | 3  | Marco Sandy            |     |     |
| CEN                 | 16 | Luis Cristaldo         | 28’ |     |
| CEN                 | 22 | Julio César Baldivieso |     |     |
| CEN                 | 6  | Vladimir Soria         |     |     |
| CEN                 | 21 | Erwin Sánchez          | 49’ |     |
| ATT                 | 10 | Marco Etcheverry       |     |     |
| ATT                 | 9  | Jaime Moreno           |     | 74’ |
| Sostituzioni:       |    |                        |     |     |
| ATT                 | 18 | Milton Coimbra         |     | 74’ |
| Allenatore:         |    |                        |     |     |
| Antonio López Habas |    |                        |     |     |

## Classifica marcatori
6 gol
- Hernández

5 gol
- Ronaldo

3 gol
- Marcelo Gallardo
- Erwin Sánchez
- Leonardo
- Romário

2 gol
- Julio César Baldivieso
- Marco Antonio Etcheverry
- Denílson
- Djalminha
- Edmundo
- Neider Morantes
- Ariel Graziani
- Paul Cominges
- Martín Hidalgo

1 gol
- Sergio Berti
- Milton Coimbra
- Jaime Moreno
- Ramiro Castillo
- Aldair
- Dunga
- Flávio Conceição
- Zé Roberto
- Fernando Vergara

- Víctor Aristizábal
- Wilmer Cabrera
- Hermán Gaviria
- Hamilton Ricard
- Hernán Medford
- Mauricio Wright
- Luis Capurro
- José Gavica

- Wellington Sánchez
- Cuauhtémoc Blanco
- Nico Ramírez
- Roberto Acuña
- José Luis Chilavert
- Eddy Carazas
- Álvaro Recoba
- Marcelo Saralegui

Autoreti
- González (pro  Brasile)
- Romero (pro  Brasile)

## Arbitri
- Horacio Elizondo
- René Ortubé
- Juan Carlos Paniagua
- Antônio Pereira da Silva
- Eduardo Gamboa
- Rafael Sanabria
- Rodrigo Badilla

- Byron Moreno
- Antonio Marrufo
- Epifanio González
- José Arana
- Esfandiar Baharmast
- Jorge Nieves
- Paolo Borgosano